# Lycaugesia semiblanda
Lycaugesia semiblanda är en fjärilsart som beskrevs av Dyar 1914. Lycaugesia semiblanda ingår i släktet Lycaugesia och familjen nattflyn. Inga underarter finns listade i Catalogue of Life.